# The Greenwich Trio
The Greenwich Trio é um trio, formado em 2006, e composto pelos premiados músicos Lana Trotovšek (violino), Stjepan Hauser (violoncelo), e Yoko Misumi (piano).
Eles já tocaram nos mais prestigiados festivais internacionais de música na Europa.

## Prêmios
- Até hoje, o trio já venceu uma série de competições internacionais de música no Reino Unido, Bélgica e Itália.[1]
- 2008 − "Carlo Mosso" Prize[2]
- 2008 - Solti Foundation Award[3]
- 2010 - Tunnell Trust Award[3]